# Hillsong Worship
Cet article concerne Hillsong Worship, pour les homonymes voir la page Hillsong
Hillsong Worship, (anciennement Hillsong Live et Hillsong music) est un groupe de pop rock chrétien évangélique, formé en 1983 à Sydney, Australie, rattaché au groupe de louange d’Hillsong Church. Le groupe a gagné plusieurs Dove Awards et un Grammy Award. Hillsong Worship organise régulièrement des tournées mondiales.

## Histoire
La formation du groupe a lieu en 1983 à Sydney, en Australie, dans le groupe de louange d’Hillsong Church, alors appelé "« Hillsong » (les chants de la colline).
Les leaders successifs ont été Darlene Zschech (1988-1998), Reuben Morgan, Brooke Fraser, Joel Houston, Matt Crocker, Myriam Webster, Marty Sampson, Ben Fielding, Annie Garrat et Jad Gillies. Actuellement c'est Brooke Ligertwood (née Fraser) qui est la leader. Le premier album "Spirit and truth" sort en 1988. En 1990, "Show Your Glory" sera le second, suivi "The power of your love" en 1992, album sorti sous le nom "Hillsong Live". En juin 2014, le groupe annonce un changement de nom pour "Hillsong Worship" . Au niveau international, Hillsong Worship a eu une influence importante dans la musique chrétienne contemporaine ,

,,.

## Membres

### Actuels
Les membres actuels du groupe sont:
- Reuben Morgan
- Matt Crocker
- Joel Houston
- Ben Fielding
- David Ware
- Annie Garratt
- Brooke Ligertwood
- Tyler Douglass
- Jad Gillies
- Benjamin Hastings
- Aodhan King
- Taya Smith
- Laura Toggs

### Anciens
Les anciens membres du groupe sont:
- Darlène Zschech , devenue Pasteure principale avec son mari à l'église HOPE Unlimited Church  (HOPE UC) à Sydney.

## Discographie
Hillsong Worship a sorti son premier album en 1988 .
1. Spirit and Truth (1988)
2. Show Your Glory (1990)
3. The Power of Your Love (1992)
4. Stone's Been Rolled Away (1993)
5. People Just Like Us (1994)
6. Friends in High Places (1995)
7. God Is in the House (1996)
8. All Things Are Possible (1997)
9. Touching Heaven Changing Earth (1998)
10. By Your Side (1999)
11. For This Cause (2000)
12. You Are My World (2001)
13. Blessed (2002)
14. Hope (2003)
15. For All You've Done (2004)
16. God He Reigns (2005)
17. Mighty To Save (2006)
18. Saviour King (2007)
19. A Beautiful Exchange (2010)
20. Yahweh Hillsong Chapel (2010)
21. Con Todo (2010)
22. En Mi Lugar (2011)
23. It Is Well With my Soul (2011)
24. God Is Able (2011)
25. Cornerstone (2012)
26. Glorious Ruins (2013)
27. No Other Name (2014)
28. Open Heaven / River Wild (2015)
29. Let There Be Light (2016)
30. The Peace Project (2017)
31. There Is More (2018)
32. Awake (2019)

## Récompenses
En 2024, au cours de son histoire, le groupe avait reçu 1 Grammy Award  et 9 Dove Awards.
| Année | Prix         | Catégorie                                             | Intitulé              | Résultat   |
| ----- | ------------ | ----------------------------------------------------- | --------------------- | ---------- |
| 1997  | Dove Award   | Album d’adoration de l'année                          | Shout To The Lord     | Nomination |
| 1998  | Dove Award   | Chanson d’adoration de l'année                        | Shout To The Lord     | Nomination |
| 2001  | Dove Award   | Album d’adoration de l'année                          | By Your Side          | Nomination |
| 2002  | Dove Award   | Album d’adoration de l'année                          | You Are My World      | Nomination |
| 2002  | Dove Award   | Album d’adoration de l'année                          | Blessed               | Nomination |
| 2004  | Dove Award   | Chanson inspirée de l'année                           | My Hope               | Nomination |
| 2009  | Dove Award   | Chanson de l'année                                    | Mighty To Save        | Lauréat    |
| 2011  | Dove Award   | Album en langue espagnole de l'année                  | Con Todo              | Lauréat    |
| 2014  | Dove Award   | Vidéo forme longue de l'année                         | Glorious Ruins        | Nomination |
| 2015  | Dove Award   | Vidéo forme longue de l'année                         | No Other Name         | Lauréat    |
| 2015  | Dove Award   | Album d’adoration de l'année                          | No Other Name         | Lauréat    |
| 2017  | Dove Award   | Chanson d'adoration de l'année                        | What a Beautiful Name | Lauréat    |
| 2017  | Dove Award   | Chanson de l'année                                    | What a Beautiful Name | Lauréat    |
| 2017  | Dove Award   | Album d’adoration de l'année                          | Let There Be Light    | Nomination |
| 2018  | Grammy Award | Meilleure chanson de musique chrétienne contemporaine | What a Beautiful Name | Lauréat    |
| 2018  | Dove Award   | Vidéo long format de l'année                          | Let There Be Light    | Lauréat    |
| 2019  | Dove Award   | Chanson d’adoration de l'année                        | Who You Say I Am      | Lauréat    |